# Zignisis alternata
Zignisis alternata is een zachte koraalsoort uit de familie Isididae. De koraalsoort komt uit het geslacht Zignisis. Zignisis alternata werd in 1975 voor het eerst wetenschappelijk beschreven door Utinomi. 